# Botticino (Naturstein)

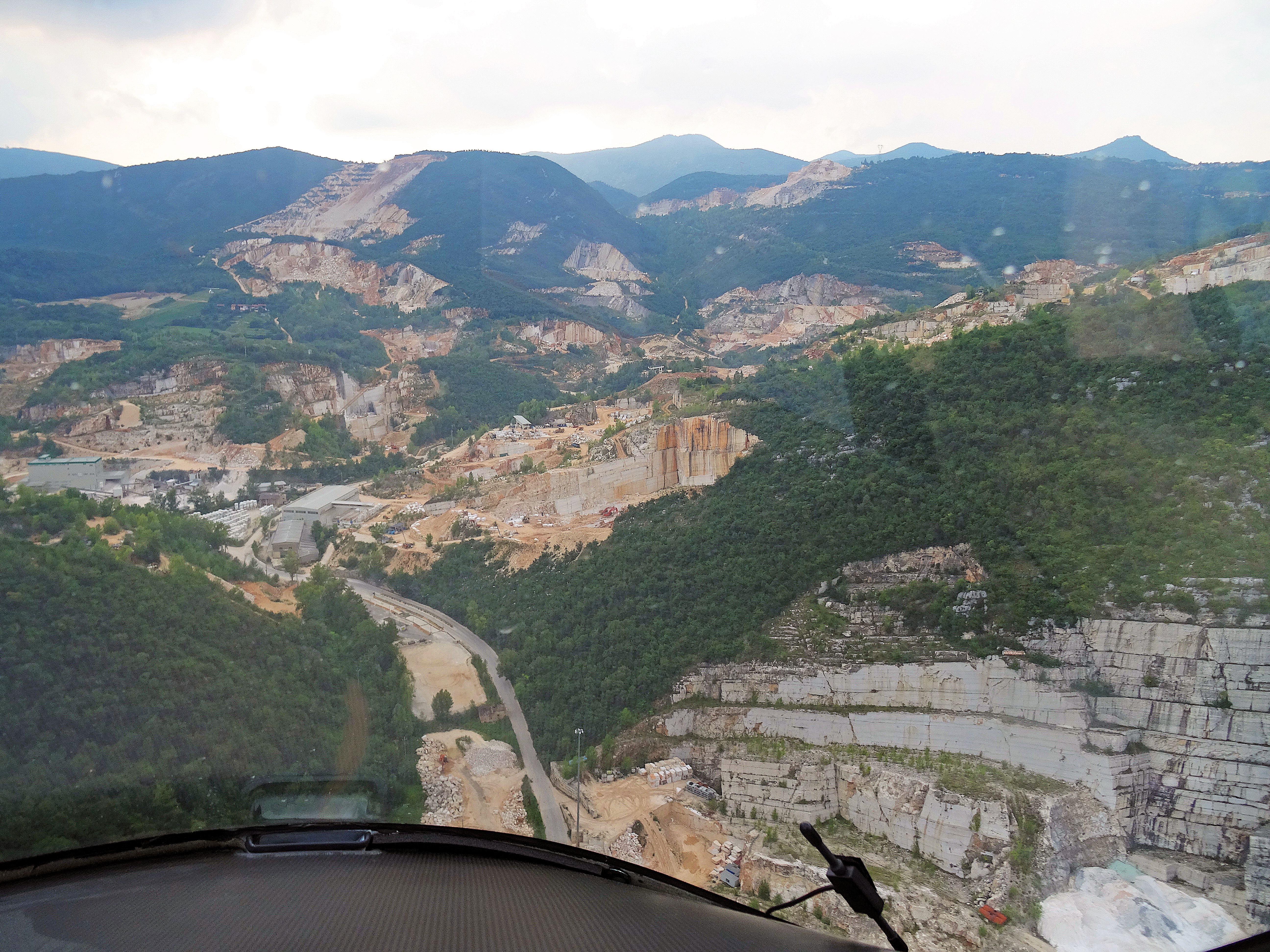
Luftaufnahme eines Steinbruchs bei Botticino (Provinz Brescia, Italien)

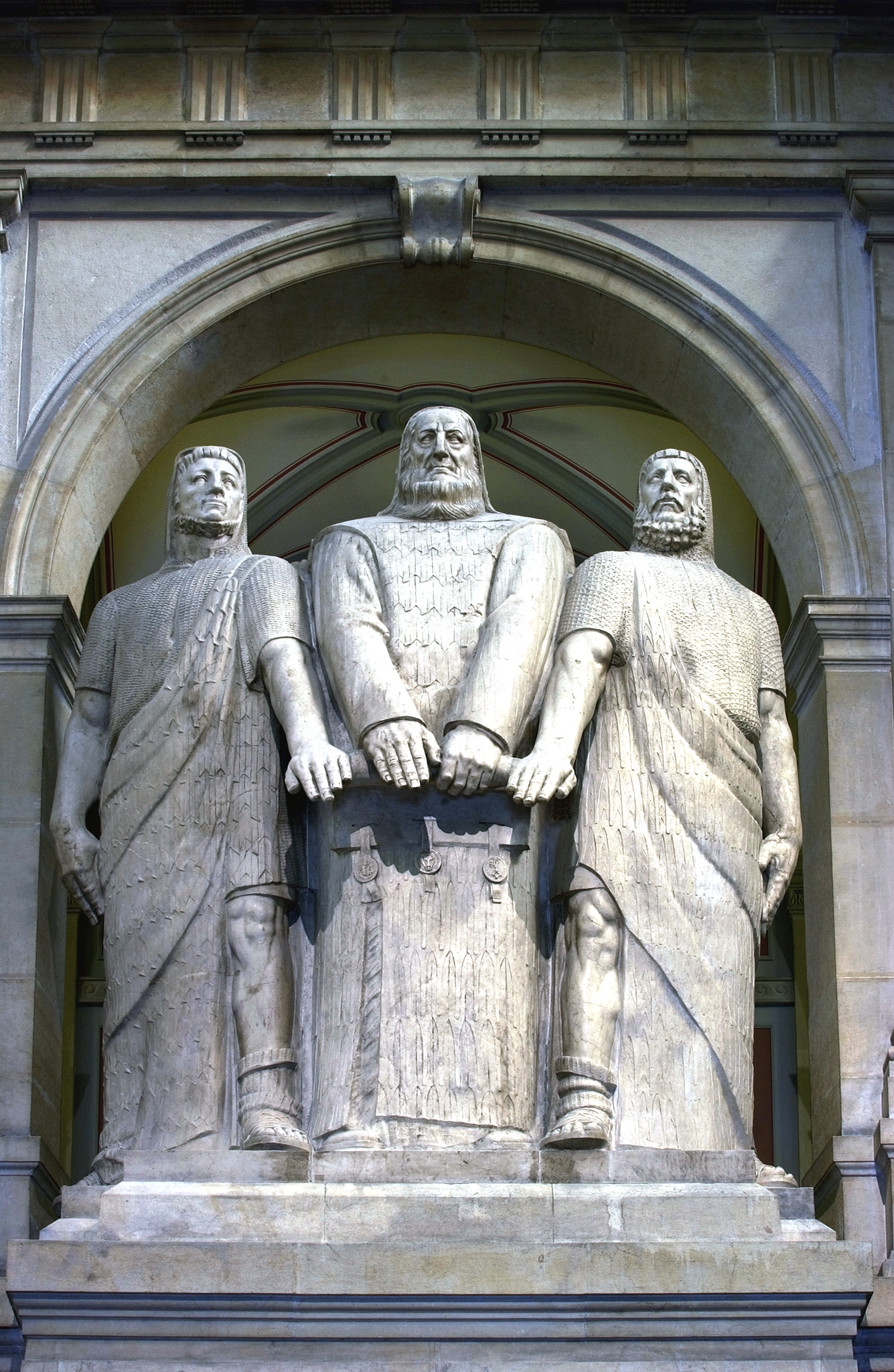
Die 24 Tonnen schwere Rütligruppe von James Vibert im Bundeshaus in Bern ist aus Botticino

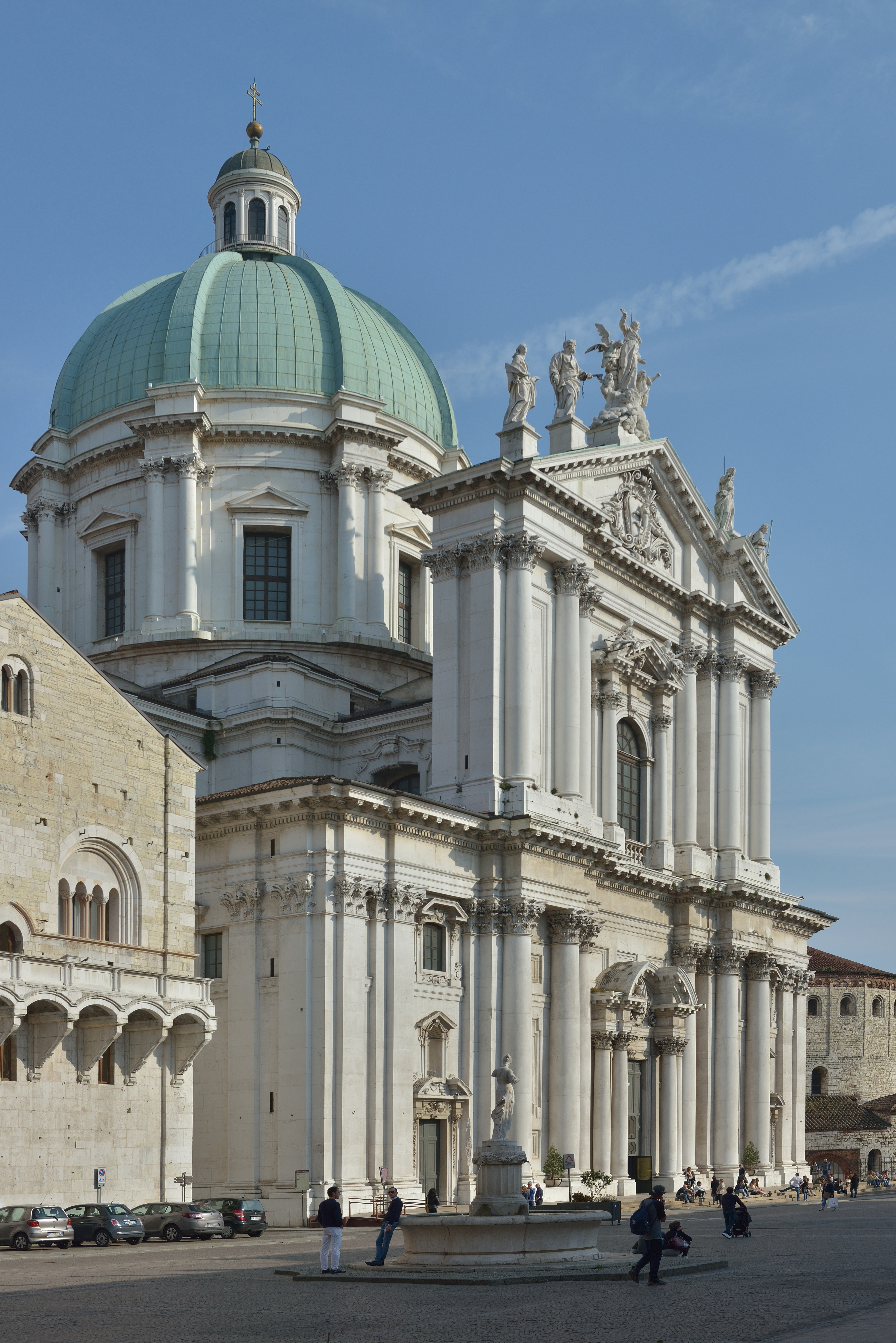
Der neue Dom in Brescia besteht aus Botticino

Botticino ist ein heller Kalkstein, der in der Lombardei bei Brescia in zahlreichen Steinbrüchen abgebaut wird. Benannt ist das Gestein nach dem Ort Botticino in der italienischen Provinz Brescia, der etwa 8 km von Brescia entfernt ist. Gebrochen wird dieser Naturstein in den Orten Botticino, Nuvolento, Nuvolera und Rezzato e Serle. Er entstand im Lias vor 180 Millionen Jahren.

## Entstehung
Im Jura befand sich in der südlichen Alpenregion ein flaches Meer. In diesem Meeresbecken wurden Kalkschlamm und Tone abgelagert, die sich im Laufe von Jahrmillionen zu Kalkstein verfestigten. Durch Hebungen und Senkungen des Botticino-Massivs kam das Gestein an die Erdoberfläche. Die ehemaligen Schrumpfungsrisse und Hohlräume dieses Gesteins wurden mit Kalkspat verfüllt und in der Diagenese, die aus den beiden Prozessen von Kompaktion und Zementation besteht, wurde der Ton in zackenförmige Lagen verpresst, die Stylolithen. Heute wird dieser Naturstein in mehr als 30 Steinbrüchen abgebaut.

## Gesteinsbeschreibung
Der feinkörnige beige bis hellbraune Naturstein wird durch die bräunliche Tonadern strukturiert. Typisch für den italienischen Botticino ist eine schuppige Struktur, die durch sogenannten Rindenkörner (endolithische Bildungen) entsteht. Botticino wird als Botticion Classico (ital.: classico = klassisch) oder Botticino Fiorito (ital.: fiorito = geblümt) weltweit gehandelt. Der Botticino Semiclassico (ital.: semiclassico = halbklassisch) ist eine spezielle Sortierung, die weder Styolithen noch Rindenkörner aufweist. Es gibt auch weitere Gesteine aus Italien und auch aus China sowie anderen Ländern, die mit der Bezeichnung Botticino angeboten werden. Aufgrund dieser Namensproblematik hat sich ein Konsortium lokaler Steinmetzunternehmen zusammengeschlossen und den Handelsnamen Botticono Classico Marble am 17. Mai 2005 als erste Marke für Naturstein weltweit schützen lassen. Im Ort Botticino gibt es ein „Museo del Marmo“ (Marmormuseum) über die Geschichte des Botticino.

## Verwendung
Im Gebiet um Botticino werden jährlich 180.000 Tonnen Naturstein gewonnen und es belegt damit nach dem Steinbruchgebiet des Carrara-Marmors den Platz zwei in der Steingewinnung Italiens. Botticino ist polierfähig, nicht säure- und frostbeständig. Botticino wird für Boden- und Treppenbeläge, Innenwandverkleidungen  und Fensterbänke im Innenbereich verwendet und Bildhauern fertigen daraus Skulpturen sowohl für profane als auch sakrale Bauwerke. Dieser Naturstein ist wetterbeständig, sofern er nicht Frost ausgesetzt ist. Neuerdings wird Botticino auch in Bädern als Badewanne und Waschtisch verbaut. In Italien nimmt man diesem Naturstein des Weiteren zum Bau von Außenfassadenverkleidungen.
Im üblichen Handel wird Botticino häufig auch als Marmor bezeichnet, weil er polierfähig ist. Die Politur ist wie bei allen Kalksteinen, wenn sie bewittert werden, nicht beständig.